# Liebe um jeden Preis
Liebe um jeden Preis (Originaltitel: Hors de prix, übersetzt etwa „unbezahlbar“) ist eine französische Filmkomödie von Pierre Salvadori aus dem Jahr 2006 mit Audrey Tautou und Gad Elmaleh in den Hauptrollen.

## Handlung
Irène, eine attraktive junge Frau, bringt wohlhabende Männer in teuren Hotels dazu, die Rechnungen zu bezahlen, die während ihres Aufenthaltes gestellt wurden. Jean, ein scheuer Kellner des Hotels, erweckt Irènes abenteuerliches Interesse. Vorerst bemerkt sie seinen einfachen Berufsstatus nicht und glaubt, er sei ebenfalls ein reicher Gast. Nach der peinlichen Entdeckung seines wahren Jobs flüchtet sie.
Jean aber hat sich in sie verliebt und will sie nicht so einfach gehen lassen. Das Wiedertreffen findet an der Côte d’Azur statt. Er findet sie in einem Restaurant und entschuldigt sich. Nach einiger Zeit willigt sie ein, mit ihm essen zu gehen. Um ihn loszuwerden, lässt sie ihn alle Rechnungen bezahlen. Beim Restaurant-Besuch und bei Shopping-Touren gibt Jean sein ganzes Geld aus, versucht aber noch, das Geld von Bausparkonten und anderen Geldanlagen auf sein Girokonto zu transferieren. Als schließlich alles weg ist und auch Irène abgereist ist, kommt die Rechnung des Hotels, in dem sie beide übernachtet haben. Da er diese nicht bezahlen kann, bietet er sich als Gepäckträger und Tellerwäscher an, dies wird jedoch abgelehnt. Als ein weiblicher Gast die Rezeption bittet, ihr Gepäck aufs Zimmer zu bringen, lehnt sie den Gepäckträger des Hotels ab und bittet ihren „Freund“ (Jean), es hochzubringen. Am nächsten Morgen frühstücken sie zusammen und er wird neu eingekleidet. Auf den Geschmack gekommen, schließt sich Jean Irènes betrügerischem Lebensstil an und wird als fiktiver Gesellschaftsmann in einem großartigen Luxushotel tätig, in dem sich auch Irène mit ihrem neuen reichen Liebhaber aufhält. Anfangs noch leidend (u. a. lässt seine reiche Gönnerin Madeleine ihm von einem Schönheitschirurgen sein abstehendes rechtes Ohr anlegen), fühlt er sich immer wohler und es entsteht ein kleiner Wettkampf (u. a. zeigt Irène ihm ihren Kleiderschrank, den sie in vier Tagen gefüllt hat und fragt ihn, was er bekommen habe; Reaktion: Nur diese vier Hemden??) um die Dinge, die die beiden von ihren jeweiligen Gönnern bekommen. Das Abenteuer bringt beide näher zusammen, bis Irène schließlich seine Anwesenheit akzeptiert. Sie gibt ihm regelmäßig nützliche Tipps, ohne sich gänzlich bewusst zu sein, dass sie sich emotional immer mehr an ihn bindet. Als Irènes Liebhaber Gilles zufällig Zeuge wird, wie sie und Jean sich spontan küssen, lässt er Irène mittellos zurück. Jean verkauft die teure Uhr, die er von Madeleine bekommen hat und bezahlt mit dem Erlös Irènes Zimmer für eine Woche im Voraus.
Als Irènes früherer Liebhaber Jacques mit seiner neuen jungen Gespielin Agnès auftaucht, bittet Irène Jean um einen Gefallen: Als angeblicher steinreicher Prinz soll er Agnès verführen, damit Irène sich wieder an Jacques heranmachen kann. Erst als sie Jean mit Agnès turtelnd im Zimmer verschwinden sieht und von Eifersucht gepackt wird, bemerkt sie, wie sehr sie in Jean verliebt ist. Auf Jacques’ Frage, was sie wolle, antwortet sie: „Ich will endlich lieben!“ und beendet den ganzen Schwindel. Als armes, aber glückliches Liebespaar fahren Jean und Irène schließlich mit Jeans verbliebenem Besitz, einem Motorroller, davon.

## Kritik
„Die romantisch-melancholische Komödie ist elegant und mit Feingefühl inszeniert, krankt aber am fantasiearmen Drehbuch, das die Handlung allzu vorhersehbar entwickelt und vor allem die Charaktere nur oberflächlich zeichnet. Lediglich dank der Leistung des Hauptdarstellers erreicht der Film phasenweise anrührende Tiefe.“

„In Liebe um jeden Preis setzte Salvadori ganz auf das Spiel seiner beiden Hauptdarsteller Audrey Tautou und Gad Elmaleh. […] Solide inszeniert, fehlt Salvadoris Regiearbeit allerdings ein Überraschungsmoment, denn vieles hat man schon zu häufig in den Kinos gesehen.“

„Obwohl die Erotik harmlos bleibt, wirkt die Komödie nie verklemmt. Was daran liegt, wie lustvoll die hinreißend gespielte Farce Situationskomik und Chic klassischer Verwechslungskomödien feiert. Fazit: Tautou als süßes Biest: einfach unbezahlbar.“

## Hintergrund
Allein in Frankreich, wo er am 18. November 2006 auf dem Arras Film Festival erstmals gezeigt wurde, zählte der Film 2 Millionen Zuschauer in den Kinos. Ab dem 9. Februar 2007 lief er in Deutschland, US-Kinostart war am 28. März 2008.